# Дорджиев, Басанг Бюрюнович
Баса́нг Бюрю́нович Дорджи́ев (калм. Дорҗин Баснг, 5.04.1918 г., Тугтун, Кетченеровский район, Калмыцкая автономная область, РСФСР — 3.02.1969, Элиста, Калмыкия, Россия) — советский калмыцкий поэт, писатель, переводчик, публицист, член Союза писателей СССР.

## Биография
Басанг Дорджиев родился 23 марта (по новому стилю — 5 апреля) 1918 года в селе Тугтун в крестьянской семье. С 13 лет работал в местном колхозе. Окончив учительские курсы, работал в школе. Позднее работал в редакциях различных республиканских газет.
В 1939 году Басанг Дорджиев был принят в Союз писателей СССР.
Участвовал в Великой Отечественной войне.

## Творчество
В 1939 году Басанг Дорджиев выпустил свой первый сборник стихов «Мои стихи».
В 1963 году из печати вышли роман «Верный путь» и роман в стихах «Вехи истории».
Басанг Дорджиев занимался переводами на калмыцкий язык произведений русских классиков и писателей народов СССР.
В 1973 году на сцене Калмыцкого драматического театра вышел спектакль Чик чаалh (Верный путь) по одноимённой книге Басанга Дорджиева.

## Сочинения

### На калмыцком языке
- Мои стихи, 1939 г.;
- Во имя родины, стихи, 1940 г.;
- Стихи и поэмы, 1941 г.;
- Среди степи родной, широкой, 1959 г.;
- По зову сердца, очерки, 1961 г.;
- Мастер своего дела, очерки, 1961 г.;
- Верный путь, 2 книги, 1963—1964 гг.

### На русском языке
- С именем Ленина, стихи и поэма, 1959 г.;
- Степная песня, стихи, 1960 г.

## Награды
- За победу над Германией;
- За трудовое отличие;
- За доблестный труд в Великой Отечественной войне.

## Источник
- Джимгиров М. Э., Писатели советской Калмыкии, Калмыцкое книжное издание, Элиста, 1966, стр. 71—80